# 國際拋竿聯合會
國際拋竿聯合會(International Casting Sport Federation，ICSF)是一個成立於1955年，專門管轄國際拋竿運動事務的組織。目前，該組約有31個成員國加盟，旗下的主要比賽有世界冠軍賽。它的總部設在捷克布拉格。

## 外部連結
- 官方網站 （页面存档备份，存于）